# Dichromodes rufilinea
Dichromodes rufilinea är en fjärilsart som beskrevs av Turner 1939. Dichromodes rufilinea ingår i släktet Dichromodes och familjen mätare. Inga underarter finns listade i Catalogue of Life.